# آدرین نازاریان
آدرین نازاریان (ارمنی: Ատրին Նազարեան؛ زادهٔ ۱۹ مارس ۱۹۷۳) یک سیاست‌مدار ارمنی‌تبار اهل ایالات متحده آمریکا است. وی زاده ایران است و از دانشگاه کالیفرنیا، لس آنجلس فارغ‌التحصیل شده است.